# 博尔戈里科
博尔戈里科（義大利語：Borgoricco），是意大利威尼托大区帕多瓦省的一个市镇。总面积20.49平方公里，人口8352人，人口密度407.6人/平方公里（2009年）。国家统计（ISTAT）代码为028013。